# Hans Moravec
Hans Peter Moravec (rođen 30. novembra 1948, Kaucen, Austrija) je vanredni član fakulteta na Institutu za robotiku Univerziteta Karnegi Melon u Pitsburgu, SAD. Poznat je po svom radu na robotici, veštačkoj inteligenciji i pisanju o uticaju tehnologije. Moravec je takođe futurista sa mnogim svojim publikacijama i predviđanjima koji se fokusiraju na transhumanizam. Moravec je razvio tehnike kompjuterskog vida za određivanje regiona interesovanja (ROI) u sceni.

## Karijera
Moravec je dve godine pohađao Lojola koledž u Montrealu i prešao na Univerzitet Akadija, gde je diplomirao matematiku 1969. godine. Magistrirao je računarske nauke 1971. na Univerzitetu Zapadni Ontario. Zatim je doktorirao na Univerzitetu Stanford 1980. godine sa radom na robotu opremljenim TV-om kojim je daljinski upravljao veliki računar (Stanford Kart). Robot je imao sposobnost da pregovara o pretrpanim stazama prepreka. Još jedno dostignuće u robotici bilo je otkriće novih pristupa za prostorno predstavljanje robota kao što su 3D mreže zauzetosti. Takođe je razvio ideju o grmskim robotima.
Moravec se pridružio novoosnovanom Institutu za robotiku u Karnegi Melonu 1980. godine kao naučnik, a 1995. je postao profesor istraživanja. Od 2005. godine je vanredni profesor na institutu.
Moravec je bio saosnivač Seegrid Corporation iz Pitsburga, Pensilvanija, 2003. godine, koja je robotička kompanija čiji je jedan od ciljeva bio da razvije potpuno autonomnog robota sposobnog da se kreće u svom okruženju bez ljudske intervencije.
Takođe je donekle poznat po svom radu na svemirskim vezama.

## Publikacije
- 1988 – Fuzija senzora u mreži sigurnosti za mobilne robote[8]

## Spoljašnje veze
- „Superhumanism--Interview with Hans Moravec by Charles Platt”. Архивирано из оригинала 2019-02-17. г. Приступљено 2016-11-13. (Interview with Moravec on technical progress and artificial intelligence)
- Hans Moravec's official website at the Carnegie Mellon Robotics Center
- Hans Moravec's official biography page
- Hans Moravec's webpage at the Robotics Institute
- Moravec Bush Robot Final Report
- NOVA online interview with Moravec in October, 1997.
- Moravec, Hans (23. 3. 2009). „Rise of the Robots--The Future of Artificial Intelligence”. Scientific American.